# Juan Solanas
Juan Solanas, ou Juan Diego Solanas, est un réalisateur argentin, né le 4 novembre 1966 à Buenos Aires.
Il est le fils du réalisateur Fernando Ezequiel Solanas.

## Biographie
En 1977, la famille Solanas s'exile en France à cause des événements politiques qui se déroulent en Argentine. Juan Diego Fidel Solanas naît en 1966 à Buenos Aires. Il étudie l'histoire de l'art à Paris. Il devient photographe et commence à travailler sur les plateaux comme assistant du chef opérateur de Félix Monti, argentin lui aussi. Puis il travaille comme directeur de la photographie sur les films de son père Fernando Solanas, qui reçoit le Prix de la mise en scène au Festival de Cannes, cette année-là.
En 2001, Juan Solanas écrit et réalise son premier court métrage, L'Homme sans tête avec Christophe Botti, Stéphane Botti, Alain Hocine, Ambre Boukebza et Salah Teskouk. En 2003, le film est sélectionné au festival de Cannes et Juan Solanas reçoit des mains d'Emir Kusturica le prix du jury, décerné à l'unanimité.  En 2004, L'Homme sans tête reçoit le prix du meilleur court métrage aux César du cinéma, le prix spécial du jury à Imagina et une quarantaine d’autres prix dans le monde, dont le prix du meilleur acteur au festival de Belo Horizonte.
En 2005, son film Nordeste, écrit avec Eduardo Berti, et interprété par Carole Bouquet, Aymara Rovera et Mercedes Sampietro, est retenu dans la sélection officielle Un certain regard, concourant pour la Caméra d'or au Festival de Cannes. Nordeste reçoit ensuite le prix du meilleur film et de la meilleure actrice au Stockholm Film Festival 2005, le prix Roque Dalton au festival de La Havane 2005 et Meilleure photographie au prix Clarin en Argentine 2006.
En 2012, il sort son deuxième long métrage, Upside Down, film romantique de science-fiction avec Kirsten Dunst et Jim Sturgess.

## Filmographie

### Réalisateur
- 2003 : L'Homme sans tête (court-métrage)
- 2005 : Nordeste
- 2012 : Upside Down
- 2019 : Femmes d'Argentine (Que sea ley)

### Scénariste
- 2003 : L'Homme sans tête (court-métrage)
- 2005 : Nordeste
- 2012 : Upside Down

### Producteur
- 2003 : L'Homme sans tête (court-métrage)
- 2005 : Nordeste
- 2007 : La Leon
- 2007 : Por sus proprios ojos

### Autres
- 1987 : Le Sud (Sur) - étalonneur
- 1992 : Le Voyage (El Viaje) - étalonneur
- 1992 : La Peste - étalonneur
- 1998 : Le Nuage (La nube)  (court-métrage) - directeur de la photographie
- 2003 : L'Homme sans tête - directeur de la photographie
- 2004 : Photomateurs - directeur de la photographie
- 2022 : Tres en la deriva del acto creativo de Fernando Solanas - photographie